# Feuerhornvogel

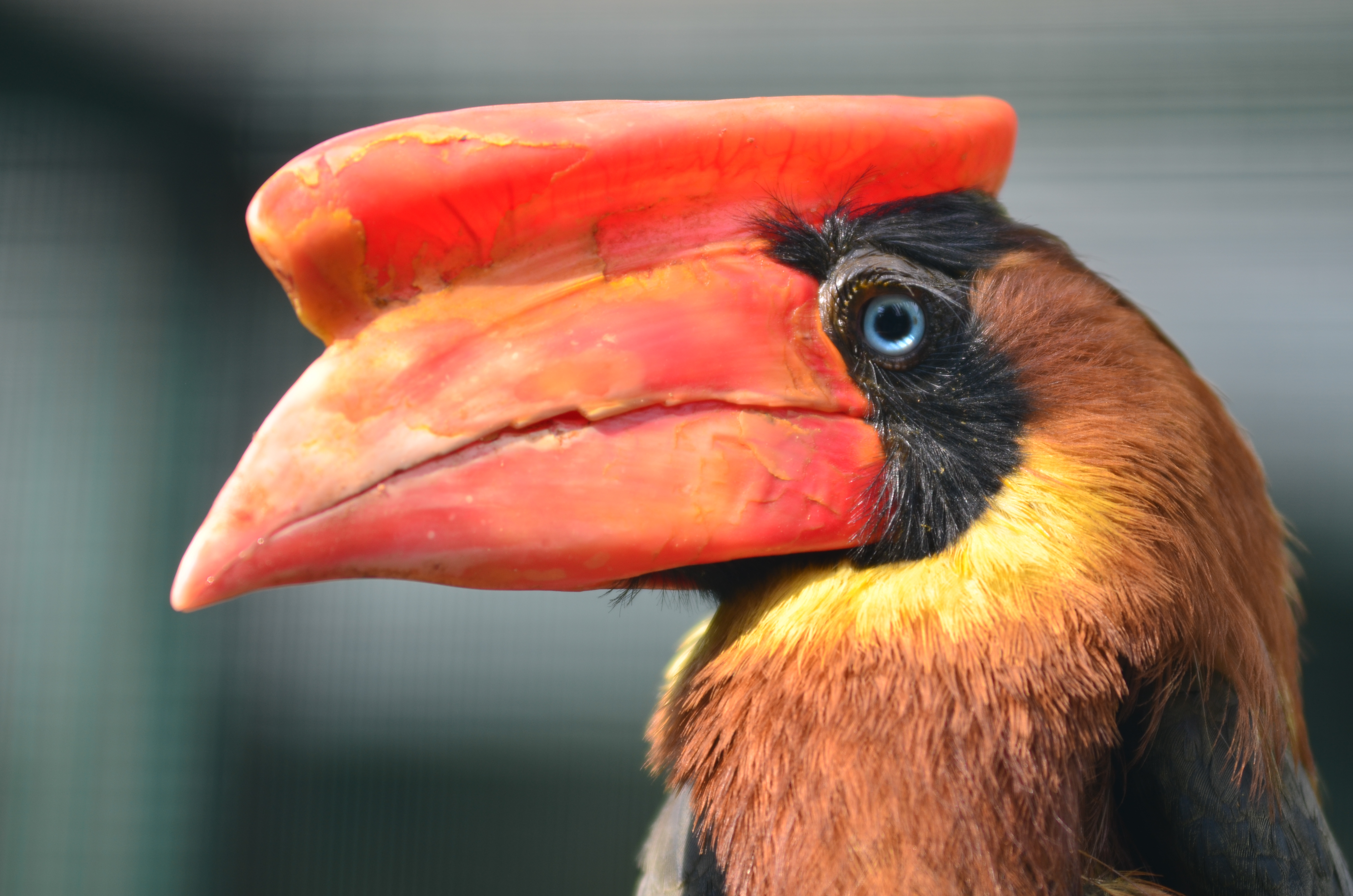
Feuerhornvogel (Buceros hydrocorax) im Weltvogelpark Walsrode

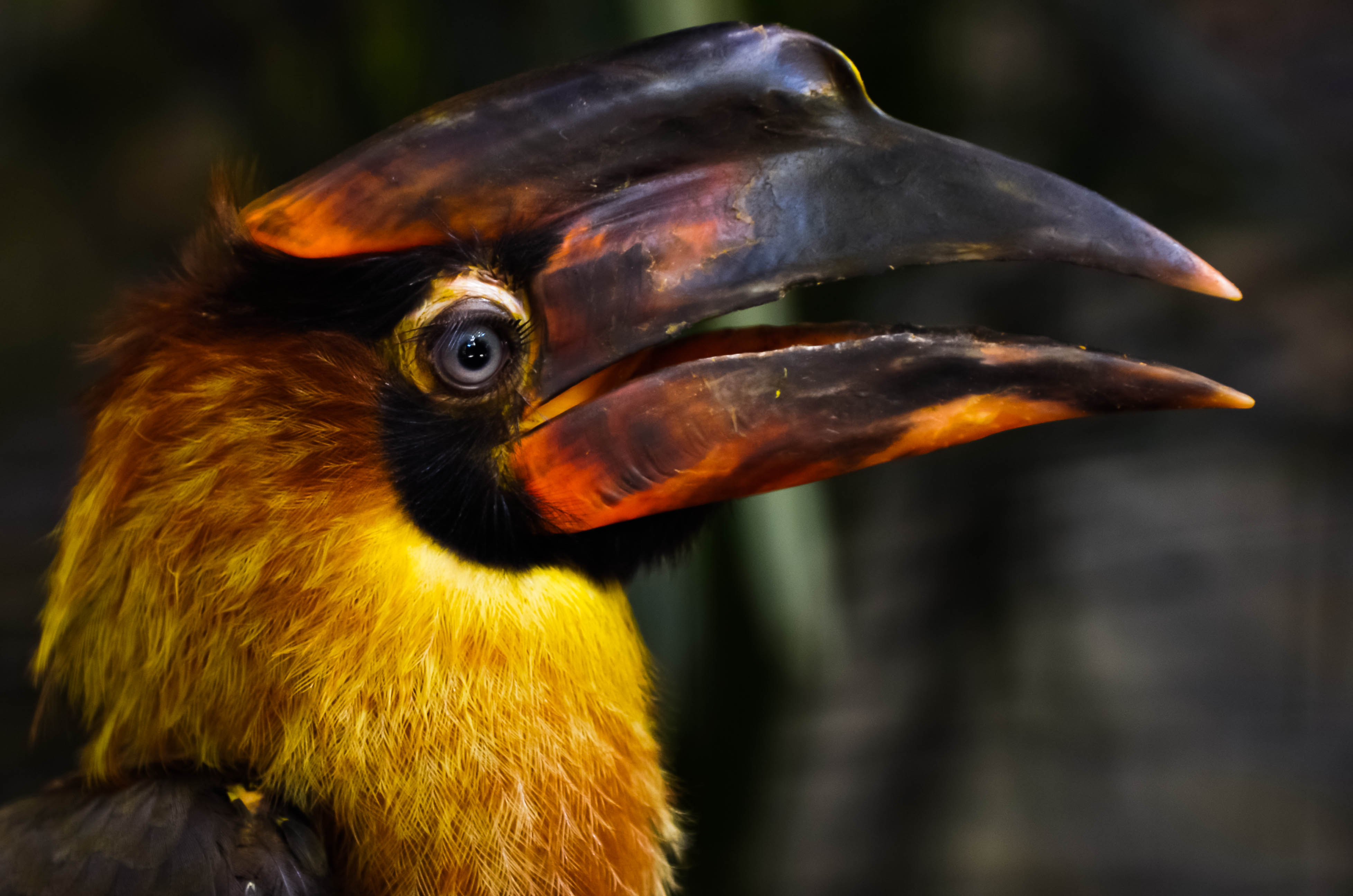
Subadulter Feuerhornvogel

Der Feuerhornvogel (Buceros hydrocorax), auch Rotbrauner Hornvogel genannt, ist eine der Arten aus der Familie der Nashornvögel, die auf den Philippinen vorkommen. Er ist dort die größte Nashornvogelart. Es werden in dem großen Verbreitungsgebiet des Feuerhornvogels drei Unterarten unterschieden.
Wie alle Nashornvögel ist auch der Feuerhornvogel ein Höhlenbrüter. Das Weibchen verbringt bis zu drei Monate eingemauert in einer Baumhöhle. Das Männchen versorgt in dieser Zeit zunächst sie und später auch die Jungvögel mit Nahrung. Ungewöhnlich für Nashornvögel ist, dass die Jungvögel ein Gefieder haben, das sich deutlich von dem der adulten Vögel unterscheidet.
Die Bestandssituation des Feuerhornvogels wird von der IUCN mit gefährdet (vulnerable) angegeben.

## Beschreibung
Der Feuerhornvogel erreicht eine Körperlänge von 60 bis 65 Zentimetern sowie ein Gewicht von 1,1 bis etwas unter 2 Kilogramm. Von der Gesamtlänge dieser Nashornvogelart entfallen bei den Männchen durchschnittlich 33,4 und bei den Weibchen 30,2 Zentimeter auf den Schwanz. Der Schnabel erreicht bei den Männchen eine Länge zwischen 19,5 und 21,5 Zentimetern, bei den Weibchen bleibt er etwas kleiner und hat eine Länge von 16,9 bis 20,5 Zentimeter. Der Geschlechtsdimorphismus ist nur schwach ausgeprägt.

### Erscheinungsbild der Nominatform
Bei dem Männchen sind Vorderkopf, Wangen und Kinn unbefiedert, die nackte Haut ist schwarz. Ein weißes Band verläuft über die Kehle. Der Scheitel, der Hals, die obere Brust, die Schenkel, der Bauch und die Unterschwanzdecken sind rötlich zimtfarben. Die Flügeldecken, der Rücken und die Oberschwanzdecken sind dunkelbraun. Die Schwingen sind schwarz mit isabellfarbenen Spitzen auf den Außenfahnen. Der Schwanz ist weiß, ist aber gelegentlich gelblich verfärbt. Schnabel und Schnabelhorn sind durch das Bürzelsekret rötlich verfärbt. Das Schnabelhorn ist groß und endet auf der Höhe der Schnabelspitze. Die Augen sind rot, der Orbitalring ist gelb, die Füße sind rotbraun.
Das Weibchen ähnelt dem Männchen, bleibt aber etwas kleiner. Der Schnabel und das Schnabelhorn sind ohne jegliche schwarze Abzeichen. Der Orbitalring ist schwarz, die Augen sind weiß.
Die Jungvögel haben einen weißen Kopf, einen weißen Hals und ein weißes Körpergefieder. Der Schwanz ist weiß mit einem breiten, schwarzen Mittelband. Die Schwingen und die Federn der Flügeldecken sind schwarz mit weißen Spitzen. Der Schnabel ist schwarz mit einer roten Spitze. Das Horn ist kaum entwickelt. Die Beine und Füße sind schwarz. Die Umfärbung in das Gefieder der adulten Vögel beginnt im Alter von drei bis vier Monaten. Nach einer Mauser des Kleingefieders ist diese mit einem Lebensalter von etwa einem Jahr abgeschlossen.

### Erscheinungsbild der Unterarten
Der Mindanao-Feuerhornvogel (Buceros hydrocorax mindanensis) ist etwas kleiner als die Nominatform mit einem im Verhältnis zur Körpergröße größeren Horn. Das Gefieder gleicht ansonsten der Nominatform. Der Orbitalring ist schwarz mit einem gelben Fleck unterhalb des Auges. Der nackte Kehlfleck ist gelb, die Augen sind bei beiden Geschlechtern blass blaugrau.
Der Samar-Feuerhornvogel (Buceros hydrocorax semigaleatus) hat ein deutlich kleineres Schnabelhorn. Das Weibchen hat einen grünlich gelben Orbitalring und einen ebenso gefärbten Kehlfleck. Ansonsten gleicht diese Unterart der Nominatform.

## Verbreitungsgebiet und Lebensraum
Das Verbreitungsgebiet des Feuerhornvogels sind die Philippinen. Die Nominatform kommt auf den Inseln Luzon und Marinduque vor. Der Mindanao-Feuerhornvogel kommt auf Mindanao und Basilan vor und wurde auch schon auf den Inseln Dinagat und Siargao sowie Balut, Bucas Grande und Talicud beobachtet. Der Samar-Feuerhornvogel kommt auf Samar, Leyte, Bohol, Panaon und Buad vor. Er wurde auch schon auf Calicoan und Biliran beobachtet.
Der Lebensraum des Feuerhornvogels sind immergrüne Regenwälder. Auf Luzon kommt er bis in Höhenlagen von 760 Meter vor, und auf Mindanao wurde er schon an den Berghängen des Apo in Höhenlagen von 2100 beobachtet.

## Lebensweise

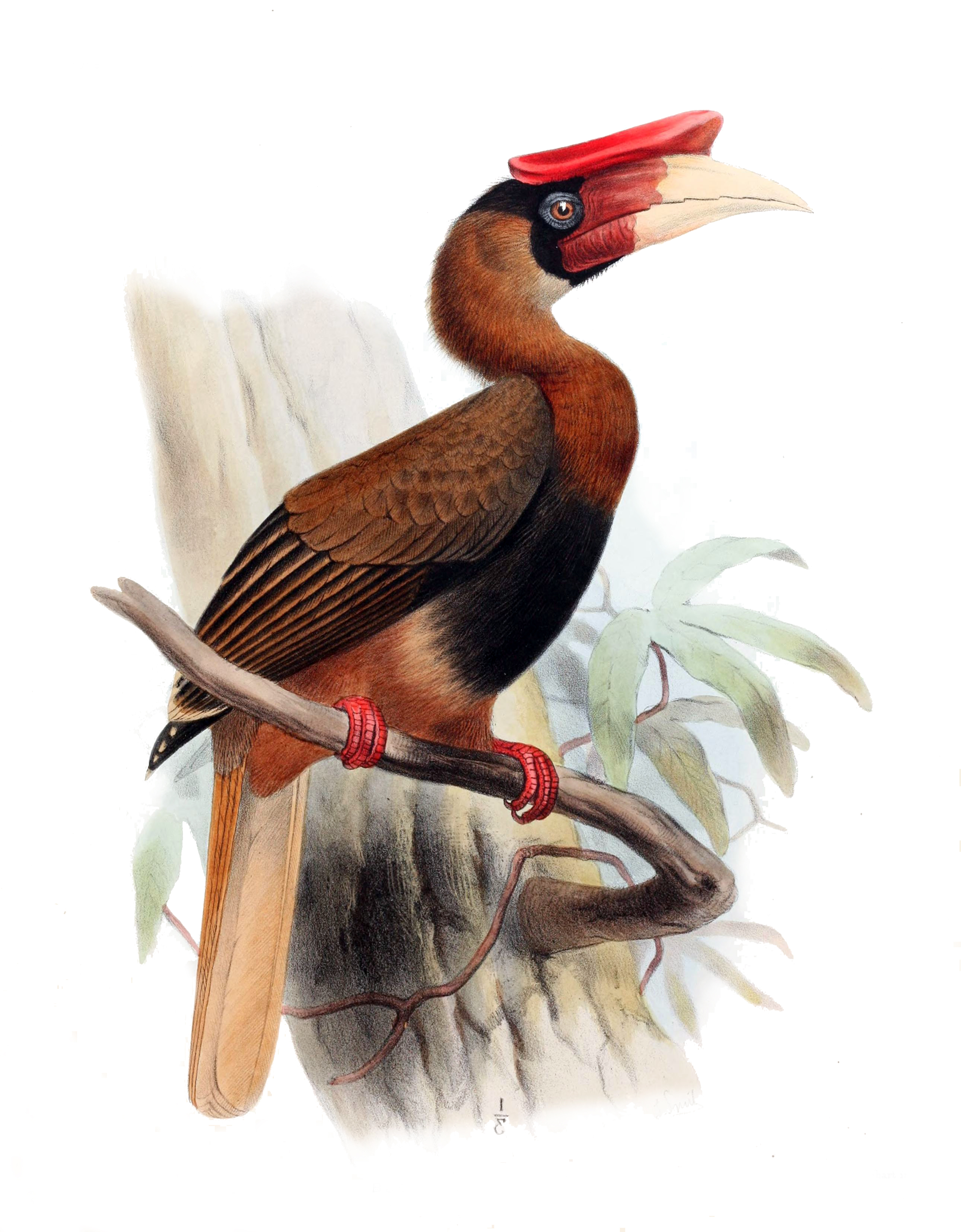
Darstellung eines Mindanao-Feuerhornvogels

Feuerhornvögel leben in kleinen Trupps von drei bis sieben Individuen. Sie halten sich im Baumkronenbereich auf und fliegen kurze Strecken auch nur knapp oberhalb der Baumkrone. Auf Rufe benachbarter Trupps von Feuerhornvögeln reagieren sie, was nahelegt, dass die Trupps ein Revier verteidigen. Ansonsten lassen sich ihre Rufe sehr regelmäßig in den Morgen- und Abendstunden vernehmen. Die Rufe sind noch in einer Entfernung von 1,5 Kilometer vernehmbar. Während des restlichen Tages sind sie vergleichsweise wenig ruffreudig. Gelegentlich sind sie mit Trupps von Mindanaohornvögeln vergesellschaftet, die zu den Asiatischen Kehlsackhornvögeln (Acres) gehören. Sie suchen mit ihnen gemeinsam fruchttragende Bäume sowie Ruheplätze auf.

## Ernährung
Der Feuerhornvogel ist wie die meisten Nashornvogelarten omnivor. Den größten Teil seines Nahrungsbedarfes deckt er mit Früchten und Samen, wobei Feigen wie bei vielen Nashornvögeln eine besondere Rolle spielen. Er frisst darüber hinaus auch Insekten und kommt in den Morgenstunden auf den Erdboden herab, um dort nach Insektenlarven zu suchen.

## Fortpflanzung
Feuerhornvögel sind monogam. Das dominante Paar zieht ihren Nachwuchs mit der Hilfe von anderen adulten Trupp-Angehörigen groß. Zu Beginn der Fortpflanzungszeit kommt es zu einer Balzfütterung des dominanten Weibchens nicht nur durch den Partnervogel, sondern auch andere adulte Truppmitglieder bieten dem Weibchen Früchte und Gliederfüßer an.
Es scheint keine feste spezifische Fortpflanzungszeit zu geben: Brütende Vögel wurden auf Leyte im Mai und auf Mindanao im Zeitraum März bis April beobachtet. Jungvögel wurden auf Mindanao im April und auf Luzon und Basilan im November beobachtet.
Für Nashornvögel ist das Gelege mit zwei bis vier Eiern ungewöhnlich groß. Wie alle Nashornvogelarten ist auch der Feuerhornvogel ein Höhlenbrüter. Das Weibchen mauert sich in der Nisthöhle ein. Bei den bislang intensiver beobachteten Bruthöhlen waren am Brutgeschäft immer mehrere Truppmitglieder beteiligt. So verjagten an einem Nest drei adulte Feuerhornvogel und ein Jungvogel einen Orienthornvogel, während ein weiteres Weibchen die Nisthöhle bearbeitete. Bei einer weiteren Bruthöhle hatte das brütende Weibchen die Nisthöhle bereits verlassen. An der Fütterung des noch in der Bruthöhle befindlichen Jungvogels waren zwei adulte Feuerhornvögel und ein Jungvogel beteiligt.

## Feuerhornvogel und Mensch
Wie bei vielen anderen Nashornvogelarten, die in Südostasien beheimatet wird, werden die skelettierten Schädel von Feuerhornvögel in traditionellen Kopfbedeckungen verarbeitet. Diese Praxis ist neben dem Feuerhornvogel auch für den Rhinozerosvogel, dem Schildschnabel und dem Nepalhornvogel bekannt.

## Einzelbelege
1. ↑   Buceros hydrocorax in der Roten Liste gefährdeter Arten der IUCN 2014. Eingestellt von: BirdLife International, 2014. Abgerufen am 4. Dezember 2016.
2. 1 2 3  Kemp: The Hornbills - Bucerotiformes. S. 191.
3. 1 2  Kemp: The Hornbills - Bucerotiformes. S. 190.
4. ↑  Kemp: The Hornbills - Bucerotiformes. S. 189.
5. 1 2 3  Kemp: The Hornbills - Bucerotiformes. S. 192.
6. ↑  Kemp: The Hornbills - Bucerotiformes. S. 4.